# Marie Odermatt-Lussy
Marie Odermatt-Lussy (* 5. Juni 1891 in Stans; † 8. Oktober 1971 ebenda)  war eine Schweizer Schriftstellerin und Volkskundlerin im Kanton Nidwalden.

## Leben
Marie Odermatt, geborene Lussy, war die Tochter von Josef Lussy (1860–1945) und der Philomena Widmer (1863–1912). Ihr Bruder Gustav Lussy war in den USA als Eishockeytrainer erfolgreich. 1911 heiratete Marie Lussy den Antiquar Josef Odermatt. Von ihren drei Kindern ist vor allem die Schriftstellerin und Malerin Maria Generosa Christen-Odermatt (1921–2014) bekannt.
Marie Odermatt-Lussy engagierte sich in der Geschichts-, Sagen- und Dialektforschung und trat oft als Erzählerin auf. Sie setzte sich für die Erhaltung von Brauchtum in Nidwalden ein, zum Beispiel für das Sternsingen in Stans. Sie publizierte über die Geschichte der Nidwaldner Trachten und wirkte bei deren Neugestaltung mit. 1928 gründete sie die Trachtenvereinigung Stans und Umgebung.
Von 1940 bis 1971 veröffentlichte sie zahlreiche Publikationen, und von 1949 bis 1971 trug sie in mehr als 150 Radiosendungen die Ergebnisse ihrer volkskundlichen Forschungen und Hörspiele vor. In den 1960er Jahren erzählte sie zudem Sagen und Geschichten am Schweizer Fernsehen. In der Öffentlichkeit war sie auch unter dem Kürzel M.O.-L. bekannt.
Im Jahr 2000 sprach die SRG den Medienpreis SRG Zentralschweiz posthum Marie Odermatt-Lussy zu und überreichte ihn dem Verein «Frauen in Nidwalden und Engelberg – Geschichte und Geschichten», der sich um das Lebenswerk von Marie Odermatt-Lussy verdient gemacht hatte.

## Werke (Auswahl)
- Die Nidwaldnertracht. In: Nidwaldner Volksblatt, 1. Juni 1927.
- Bauerntracht und Mode in Nidwalden. Kulturhistorische Studie. In: Nidwaldner Kalender, 81, 1940, S. 67–72.
- Von der Kultur in Nidwalden. In: Mitteilungen Club Hrotsvit, 1950, S. 246.
- Die kleinste Aelplerjumpfer, nach einer wahren Begebenheit. In: Du, 1952, Nr. 2.
- S’Briggli. Mundartfestpiel für die Saffa 1958.
- Erloschene Nidwaldner Bräuche. In: Nidwaldner Kalender, 101, 1960, S. 92–97.
- Zur Geschichte der Malerfamilie Obersteg in Stans. In: Beiträge zur Geschichte Nidwaldens, 28, 1963, S. 74–86.
- Der Sturz der Helvetik in Oberstegs Tagebüchern. In: Beiträge zur Geschichte Nidwaldens, 28, 1963, S. 87–103.
- Vom Kilwenen im alten Nidwalden. In: Der Unterwaldner, 1963, S. 2–3.
- Die Henker im alten Nidwalden. In: Der Geschichtsfreund. Mitteilungen des Historischen Vereins der Zentralschweiz, 117, 1964, S. 204–218 (online).
- Vom Aawasser. In: Nidwaldner Kalender, 107, 1966, S. 81–88.[2]
- Die Vaterländerin Veronika Gut. In: Nidwaldner Kalender, 108, 1967, S. 82–97.
- Marie Odermatt-Lussy verzellt vo dr Schmiedgass. Stans 1970.
- mit Franz Niderberger und Walter Käslin: Nidwaldner-Saage. Dabra-Verlag, Stans 1974.